# Carnaval de Rio 2013
 (novembre 2012).
Si vous disposez d'ouvrages ou d'articles de référence ou si vous connaissez des sites web de qualité traitant du thème abordé ici, merci de compléter l'article en donnant les références utiles à sa vérifiabilité et en les liant à la section « Notes et références ».
Le Carnaval de Rio 2013 regroupe les festivités organisées à l'occasion du carnaval à Rio de Janeiro au Brésil en février 2013. L'apogée du festival a lieu les 10 et 11 février 2013 avec le défilé des écoles de samba du Groupe Spécial au Sambadrome Marquês de Sapucaí.  C'est Unidos de Vila Isabel qui remporte le carnaval devant GRES Beija-Flor. Milton Rodrigues est le Rei Momo qui gouverne la ville pendant le carnaval, et ce pour la cinquième année consécutive.

## Groupe Spécial

### Défilé

#### Dimanche
- Inocentes (à 21 h) : Promu du Groupe d'Accession
- Salgueiro (entre 22h05 et 22h22): Vice-championne en titre
- Unidos da Tijuca(entre 23h10 et 23h40) : Championne en titre
- União da Ilha do Governador  (entre 0h15 et 1h06)
- Mocidade (entre 1h20 et 2h28)
- Portela (entre 2h25 et 3h40)

#### Lundi
- São Clemente (à 21 h)
- Mangueira  (entre 22h05 et 22h22)
- Beija-Flor (entre 23h10 et 23h40)
- Grande Rio (entre 0h15 et 1h06)
- Imperatriz (entre 1h20 et 2h28)
- Unidos de Vila Isabel(entre 2h25 et 3h40)

## Série A

### Défilé

#### Dimanche
- Jacarezinho (à 21 h) : Promu du Groupe C
- Porto da Pedra (entre 21h55 et 22h00) : Réduit do Groupe spécial
- Santa Cruz (entre 22h55 et 23h00)
- Vila Santa Tereza (entre 23h55 et 0h00)
- Parque Curicica (entre 0h55 et 1h00)
- Estácio (entre 1h55 et 2h00)
- Alegria da Zona Sul (entre 2h55 et 3h00)
- Rocinha (entre 3h55 et 4h00)
- Viradouro (entre 4h55 et 5h00)

#### Samedi
- União de Jacarepaguá (à 21 h)
- Paraíso do Tuiuti (entre 21h55 et 22h00)
- Tradição (entre 22h55 et 23h00)
- Império Serrano (entre 23h55 et 0h00)
- Cubango (entre 0h55 et 1h00)
- Sereno (entre 1h55 et 2h00)
- Império da Tijuca (entre 2h55 et 3h00)
- Caprichosos (entre 3h55 et 4h00)
- Unidos de Padre Miguel (entre 4h55 et 5h00)
- Renascer (entre 5h55 et 6h00) : Réduit do Groupe spécial

### Résultats
| École         | Harmonie | Harmonie | Harmonie | Harmonie | Impression d'ensemble | Impression d'ensemble | Impression d'ensemble | Impression d'ensemble | Porte-drapeau et mestre-sala | Porte-drapeau et mestre-sala | Porte-drapeau et mestre-sala | Porte-drapeau et mestre-sala | Enredo (thème) | Enredo (thème) | Enredo (thème) | Enredo (thème) | Comissão de Frente | Comissão de Frente | Comissão de Frente | Comissão de Frente | Allégorie et accessoires | Allégorie et accessoires | Allégorie et accessoires | Allégorie et accessoires | Batterie | Batterie | Batterie | Batterie | Samba-enredo | Samba-enredo | Samba-enredo | Samba-enredo | Costumes | Costumes | Costumes | Costumes | Évolution | Évolution | Évolution | Évolution | Pénalités | Total |
| ------------- | -------- | -------- | -------- | -------- | --------------------- | --------------------- | --------------------- | --------------------- | ---------------------------- | ---------------------------- | ---------------------------- | ---------------------------- | -------------- | -------------- | -------------- | -------------- | ------------------ | ------------------ | ------------------ | ------------------ | ------------------------ | ------------------------ | ------------------------ | ------------------------ | -------- | -------- | -------- | -------- | ------------ | ------------ | ------------ | ------------ | -------- | -------- | -------- | -------- | --------- | --------- | --------- | --------- | --------- | ----- |
| Inocentes     | 9.6      | 9.5      | 9.6      | 9.7      | 9.6                   | 9.7                   | 9.6                   | 9.7                   | 10                           | 9.8                          | 9.8                          | 9.8                          | 9.6            | 9.7            | 9.7            | 9.7            | 9.6                | 9.7                | 9.6                | 9.8                | 9.5                      | 9.6                      | 9.6                      | 9.5                      | 9.9      | 9.7      | 9.6      | 9.7      | 9.7          | 9.8          | 9.8          | 9.8          | 9.6      | 9.6      | 9.6      | 9.5      | 9.7       | 9.6       | 9.7       | 9.8       |           | 291.1 |
| Salgueiro     | 9.9      | 9.9      | 9.8      | 9.9      | 9.9                   | 10                    | 9.9                   | 10                    | 9.8                          | 9.9                          | 9.9                          | 10                           | 9.9            | 10             | 9.9            | 9.9            | 9.9                | 9.9                | 9.9                | 10                 | 9.9                      | 9.9                      | 9.9                      | 10                       | 9.8      | 10       | 10       | 9.8      | 9.9          | 9.8          | 9.6          | 9.9          | 9.9      | 10       | 9.8      | 10       | 9.9       | 9.9       | 9.9       | 10        |           | 297.8 |
| Tijuca        | 10       | 9.8      | 10       | 9.9      | 10                    | 10                    | 10                    | 9.9                   | 10                           | 9.9                          | 9.9                          | 9.8                          | 10             | 10             | 10             | 10             | 9.9                | 10                 | 10                 | 10                 | 10                       | 10                       | 10                       | 9.7                      | 10       | 10       | 9.9      | 10       | 10           | 9.9          | 9.7          | 9.8          | 10       | 9.9      | 10       | 9.8      | 10        | 10        | 9.9       | 9.9       |           | 299.2 |
| União da Ilha | 9.8      | 9.9      | 9.8      | 9.8      | 9.8                   | 9.8                   | 9.7                   | 9.8                   | 9.8                          | 9.8                          | 9.9                          | 9.8                          | 10             | 9.9            | 9.9            | 10             | 9.6                | 9.8                | 9.7                | 9.7                | 9.8                      | 9.8                      | 9.8                      | 10                       | 9.7      | 9.8      | 9.8      | 9.6      | 9.7          | 10           | 9.6          | 9.6          | 9.9      | 9.9      | 9.7      | 10       | 9.8       | 9.7       | 9.8       | 10        |           | 295.1 |
| Mocidade      | 9.7      | 9.7      | 9.7      | 9.8      | 9.9                   | 9.8                   | 9.8                   | 9.7                   | 9.7                          | 9.9                          | 9.8                          | 9.8                          | 9.7            | 9.6            | 9.7            | 9.6            | 9.5                | 9.9                | 9.8                | 9.7                | 9.8                      | 9.8                      | 9.7                      | 9.6                      | 9.8      | 9.9      | 10       | 9.6      | 9.6          | 9.7          | 9.7          | 9.7          | 9.7      | 9.8      | 10       | 9.6      | 9.8       | 9.7       | 9.8       | 9.6       |           | 293.5 |
| Portela       | 10       | 9.9      | 10       | 10       | 9.8                   | 10                    | 9.9                   | 9.7                   | 9.8                          | 9.9                          | 9.9                          | 9.8                          | 9.8            | 9.8            | 9.8            | 9.8            | 9.5                | 9.8                | 9.9                | 9.7                | 9.8                      | 9.8                      | 9.7                      | 9.5                      | 10       | 10       | 10       | 9.9      | 10           | 10           | 10           | 10           | 9.7      | 9.7      | 9.9      | 9.7      | 10        | 10        | 9.8       | 10        |           | 296.8 |
| São Clemente  | 9.9      | 9.7      | 9.8      | 9.7      | 9.8                   | 9.7                   | 9.6                   | 9.7                   | 9.7                          | 9.8                          | 9.8                          | 9.9                          | 9.6            | 10             | 9.4            | 9.6            | 9.5                | 9.6                | 9.8                | 9.7                | 9.7                      | 9.7                      | 9.6                      | 9.4                      | 10       | 9.9      | 9.7      | 9.9      | 9.8          | 9.6          | 9.9          | 9.7          | 9.8      | 9.8      | 9.7      | 9.6      | 10        | 9.8       | 9.8       | 9.7       |           | 293.5 |
| Mangueira     | 9.8      | 9.7      | 10       | 9.9      | 9.9                   | 9.7                   | 10                    | 9.6                   | 10                           | 10                           | 10                           | 10                           | 10             | 9.9            | 10             | 10             | 9.9                | 9.6                | 9.8                | 9.5                | 9.8                      | 9.8                      | 9.8                      | 9.3                      | 10       | 9.9      | 10       | 10       | 9.8          | 9.9          | 9.7          | 9.9          | 9.8      | 10       | 10       | 9.6      | 9.9       | 9.9       | 9.9       | 9.6       | 0.6       | 296.5 |
| Beija-Flor    | 9.9      | 10       | 10       | 10       | 9.9                   | 10                    | 9.9                   | 10                    | 10                           | 10                           | 10                           | 10                           | 9.9            | 10             | 10             | 9.9            | 9.9                | 10                 | 10                 | 9.7                | 9.9                      | 9.9                      | 9.9                      | 9.9                      | 10       | 9.9      | 10       | 10       | 10           | 10           | 10           | 9.9          | 10       | 10       | 9.9      | 10       | 9.9       | 10        | 10        | 10        |           | 299.4 |
| Grande Rio    | 10       | 9.6      | 9.8      | 9.9      | 10                    | 10                    | 9.8                   | 9.9                   | 9.7                          | 9.8                          | 10                           | 10                           | 9.6            | 10             | 9.9            | 10             | 9.7                | 10                 | 9.9                | 10                 | 9.8                      | 9.9                      | 9.7                      | 10                       | 9.7      | 10       | 10       | 9.8      | 9.8          | 9.6          | 9.6          | 9.6          | 9.6      | 9.9      | 9.7      | 10       | 10        | 9.8       | 10        | 9.9       |           | 297.2 |
| Imperatriz    | 9.9      | 10       | 10       | 10       | 9.8                   | 9.9                   | 10                    | 9.9                   | 9.8                          | 10                           | 9.9                          | 9.7                          | 10             | 9.9            | 10             | 10             | 9.8                | 9.9                | 10                 | 9.9                | 9.8                      | 9.9                      | 9.9                      | 10                       | 9.9      | 10       | 9.9      | 9.7      | 9.9          | 9.9          | 9.8          | 9.9          | 10       | 9.9      | 10       | 9.9      | 9.9       | 9.9       | 9.9       | 10        |           | 298.3 |
| Vila Isabel   | 10       | 10       | 10       | 10       | 10                    | 10                    | 10                    | 10                    | 10                           | 10                           | 10                           | 10                           | 10             | 9.8            | 10             | 10             | 10                 | 9.9                | 10                 | 9.9                | 10                       | 10                       | 10                       | 9.6                      | 9.8      | 9.9      | 10       | 9.9      | 10           | 10           | 9.8          | 10           | 10       | 10       | 10       | 9.9      | 10        | 10        | 10        | 10        |           | 299.7 |